# Anii 1070
Secole: Secolul al X-lea - Secolul al XI-lea - Secolul al XII-lea
Decenii: Anii 1020 Anii 1030 Anii 1040 Anii 1050 Anii 1060 - Anii 1070 - Anii 1080 Anii 1090 Anii 1100 Anii 1110 Anii 1120
Ani: 1070 1071 1072 1073 1074 1075 1076 1077 1078 1079